# Archechiniscus biscaynei
Espèce
Archechiniscus biscaynei est une espèce de tardigrades de la famille des Archechiniscidae. 

## Distribution
Cette espèce est endémique de Floride aux États-Unis. Elle a été découverte dans la mangrove du parc national de Biscayne dans l'océan Atlantique Nord.

## Étymologie
Son nom d'espèce lui a été donné en référence au lieu de sa découverte, le parc national de Biscayne.

## Publication originale
- Miller, Clark & Miller, 2012 : Tardigrades of North America: Archechiniscus biscaynei, nov. sp. (Arthrotardigrada: Archechiniscidae), a Marine Tardigrade from Biscayne National Park, Florida. Southeastern Naturalist, vol. 11, no 2, p. 279-286.